# موشيه ليون (سياسي)
موشيه ليون (بالعبرية: משה ליאון‏)‏ (6 أكتوبر 1961 في القدس - ) محاسب قانوني معتمد، وكبير الإداريين التنفيذيين، وسياسي، وشخصية أعمال من إسرائيل.